# (Anesthesia) Pulling Teeth
«(Anesthesia) – Pulling Teeth» es la quinta canción del álbum de estudio debut titulado Kill 'Em All, de la banda de thrash metal Metallica. La canción fue compuesta por Cliff Burton y consta de un solo de bajo, acompañado por Lars Ulrich en la batería. Al inicio de la canción, se escucha la frase: Bass solo, take one.

## Versiones
Esta canción fue interpretada en el álbum tributo a Metallica titulado Rockabye Baby! Lullaby Renditions of Metallica. El grupo musical Green Day lanzó una canción llamada «Pulling Teeth» en su exitoso disco Dookie de 1994, siendo el nombre del álbum inspirado en esta canción.

## Video musical
En 2024, Metallica publicó el videoclip oficial de la canción, con fotos inéditas de Cliff Burton. La banda informó que las fotografías habían sido tomadas por el fotógrafo Russ Marino en las ciudades de Detroit y Chicago entre 1985 y 1986. El videoclip fue editado por Clark Eddy.

## Créditos
- Cliff Burton: bajo eléctrico, composición.
- Lars Ulrich: batería.